# Roberto Olabe (football, 1967)
Pour les articles homonymes, voir Roberto Olabe (footballeur, 1996) et Olabe.
 (mars 2024).
La mise en forme du texte ne suit pas les recommandations de Wikipédia : il faut le « wikifier ».
Les points d'amélioration suivants sont les cas les plus fréquents. Le détail des points à revoir est peut-être précisé sur la page de discussion.
- Les titres sont pré-formatés par le logiciel. Ils ne sont ni en capitales, ni en gras.
- Le texte ne doit pas être écrit en capitales (les noms de famille non plus), ni en gras, ni en italique, ni en « petit »…
- Le gras n'est utilisé que pour surligner le titre de l'article dans l'introduction, une seule fois.
- L'italique est rarement utilisé : mots en langue étrangère, titres d'œuvres, noms de bateaux, etc.
- Les citations ne sont pas en italique mais en corps de texte normal. Elles sont entourées par des guillemets français : « et ».
- Les listes à puces sont à éviter, des paragraphes rédigés étant largement préférés. Les tableaux sont à réserver à la présentation de données structurées (résultats, etc.).
- Les appels de note de bas de page (petits chiffres en exposant, introduits par l'outil «  Source ») sont à placer entre la fin de phrase et le point final[comme ça].
- Les liens internes (vers d'autres articles de Wikipédia) sont à choisir avec parcimonie. Créez des liens vers des articles approfondissant le sujet. Les termes génériques sans rapport avec le sujet sont à éviter, ainsi que les répétitions de liens vers un même terme.
- Les liens externes sont à placer uniquement dans une section « Liens externes », à la fin de l'article. Ces liens sont à choisir avec parcimonie suivant les règles définies. Si un lien sert de source à l'article, son insertion dans le texte est à faire par les notes de bas de page.
- La présentation des références doit suivre les conventions bibliographiques. Il est recommandé d'utiliser les modèles {{Ouvrage}}, {{Chapitre}}, {{Article}}, {{Lien web}} et/ou {{Bibliographie}}. Le mode d'édition visuel peut mettre en forme automatiquement les références.
- Insérer une infobox (cadre d'informations à droite) n'est pas obligatoire pour parachever la mise en page.

Pour une aide détaillée, merci de consulter Aide:Wikification.
Si vous pensez que ces points ont été résolus, vous pouvez retirer ce bandeau et améliorer la mise en forme d'un autre article.
Roberto Olabe Aranzabal est un ancien footballeur et entraîneur de football espagnol. Il est actuellement le directeur sportif de la Real Sociedad.

## Carrière de joueur
Roberto Olabe a fait ses débuts au C.D. Mirandés en troisième division espagnole, où il reste jusqu'à l'issue de la saison 1990-1991. Il est ensuite recruté par le Deportivo Alavés, pensionnaire de Segunda División B, pour une saison avant d'être recruté par l'Unión Deportiva Salamanque. Avec les Charros, il parvient à monter en deuxième division espagnole, puis en première division la saison suivante. Pourtant, ce n'est pas avec l'UD Salamanque qu'il fera ses débuts dans l'élite espagnole, mais la Real Sociedad, qui l'entrôle à partir de la saison 1995-1996. Mais il ne parvient pas à s'imposer comme titulaire dans les cages, le club basque préférant titulariser Alberto López. Il prend sa retraite sportive à l'issue de la saison 1998-1999.

## Carrière d'entraîneur
Après sa retraite sportive, Roberto Olabe est nommé entraineur de la Real Sociedad Juvenil A, avec il remporte la Supercopa. Dans la saison 2001/2002, il est promu comme entraîneur de l'équipe A de la Real Sociedad, remplaçant John Benjamin Toshack. Il parvient à maintenir les txuri urdins en première division avec notamment 5 victoires en 9 matchs. Mais ayant exercé sans le diplôme nécessaire pour entrainer en Liga, il est suspendu à l'issue de la saison avec son adjoint Jesús María Zamora.
Après un court mandat comme directeur sportif de la Real Sociedad, il est nommé entraîneur principal du SD Eibar en décembre 2005. Il est remplacé en mars 2006 par Javier Pérez.
Le 6 avril 2011, Olabe signe à l'UD Almeria, bon dernier de Liga à 8 journées de la fin du championnat. Il ne parvient pas à maintenir le club andalou, et voit son contrat prendre fin après la relégation.
En juin 2011, le conseil d'administration du Real Unión Club, alors pensionnaire de Segunda División B, le nomme entraîneur principal. Olabe quitte le club basque à l'issue de la saison.
En septembre 2015, il assure l'intérim au poste de sélectionneur de l'équipe nationale des U19 du Qatar.

## Carrière de dirigeant
Il est nommé directeur sportif de la Real Sociedad durant l'été 2002. Un de ses premiers choix forts en tant que dirigeant sera de faire venir l'entraîneur français Raynald Denoueix, champion de Ligue 1 2000-2001 avec le FC Nantes. La Real Sociedad finira 2e du championnat à l'issue de la saison, et sera même proche de l'exploit sans une contre-performance sur le terrain du Celta Vigo.

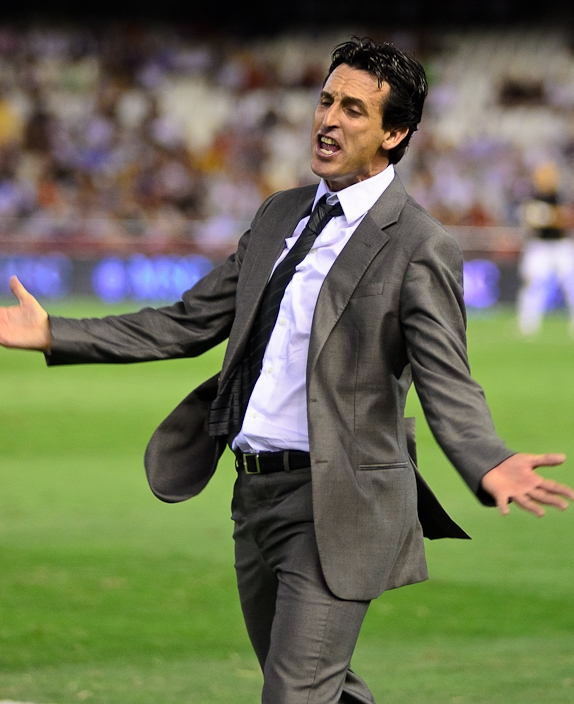
Roberto Olabe décide de miser sur Unaï Emery (photo), alors encore méconnu.

Après le succès obtenu lors la saison 2002/2003, et la qualification pour la Ligue des Champions (le club atteindra les huitièmes de finale), son travail commence à être remis en question au sein du club, et il est démis de ses fonctions en décembre 2005.
Il rebondit à l'UD Almería durant l'intersaison 2006/07, où Olabe a comme objectif de consolider un projet sportif pour une montée en première division espagnole. Pour le poste d'entraîneur, Olabe décide de faire confiance à un jeune technicien basque encore méconnu, Unai Emery. L'objectif de montée est atteint après une 2ème place obtenue, mais malgré la promotion, Roberto Olabe décide de laisser la direction du club andalou pour rejoindre la direction technique de la Ligue de Foot Professionnel.
Durant l'été 2008, il est nommé directeur sportif du Real Valladolid, mais il quitte le club au bout de deux saisons.
En 2016, après une courte expérience au Qatar, au sein de l'Aspire Academy pour préparer la Coupe du Monde de football 2022, il accepte la proposition de la Real Sociedad pour retrouver son poste de directeur sportif au sein du club basque, 11 ans après l'avoir quitté.
Après 8 mois de mandat, il présente sa démission pour des raisons "strictement personnels", mais il reprend son poste en avril 2018, remplaçant un Loren démissionaire,,.